# Anthocephala floriceps
El colibrí cabecicastaño, colibrí florido, colibrí florido de Santa Marta o colibrí serrano de frente blanca (Anthocephala floriceps) es una especie de ave apodiforme de la familia Trochilidae —los colibríes— una de las dos pertenecientes al género Anthocephala. Es endémica de Colombia.

## Distribución y hábitat
Se encuentra apenas en la Sierra Nevada de Santa Marta en el noreste de Colombia.
Habita en bosques premontanos húmedos y secos, entre 600 y 1700 m de altitud; y en crecimeintos secundarios antiguos.

## Descripción
Mide 8,4 cm de longitud. El pico tiene 13 mm de largo. Corona color castaño rojizo rufo en el macho y castaño en la hembra; frente color blancuzco a crema y una mancha blanca detrás de los ojos; el plumaje del dorso es verde brillante y el de las partes inferiores color ante grisáceo; las plumas centrales de la cola son verde bronceado y la parte baja del resto de la cola oscura, con puntas blancuzcas.

## Alimentación
Se alimenta de flores en el nivel inferior del bosque.

## Reproducción
Los machos emiten cantos cortos en leks, dentro del dosel cerrado.

## Estado de conservación
El colibrí cabecicastaño ha sido calificado como «vulnerable» por la Unión Internacional para la Conservación de la Naturaleza (IUCN) debido a que su pequeña zona de distribución y su población, estimada entre 500 y 2500 individuos maduros, se presumen estar en decadencia como resultado de la continua pérdida de hábitat. No se sabe que acepte hábitats creados por el hombre.

## Sistemática

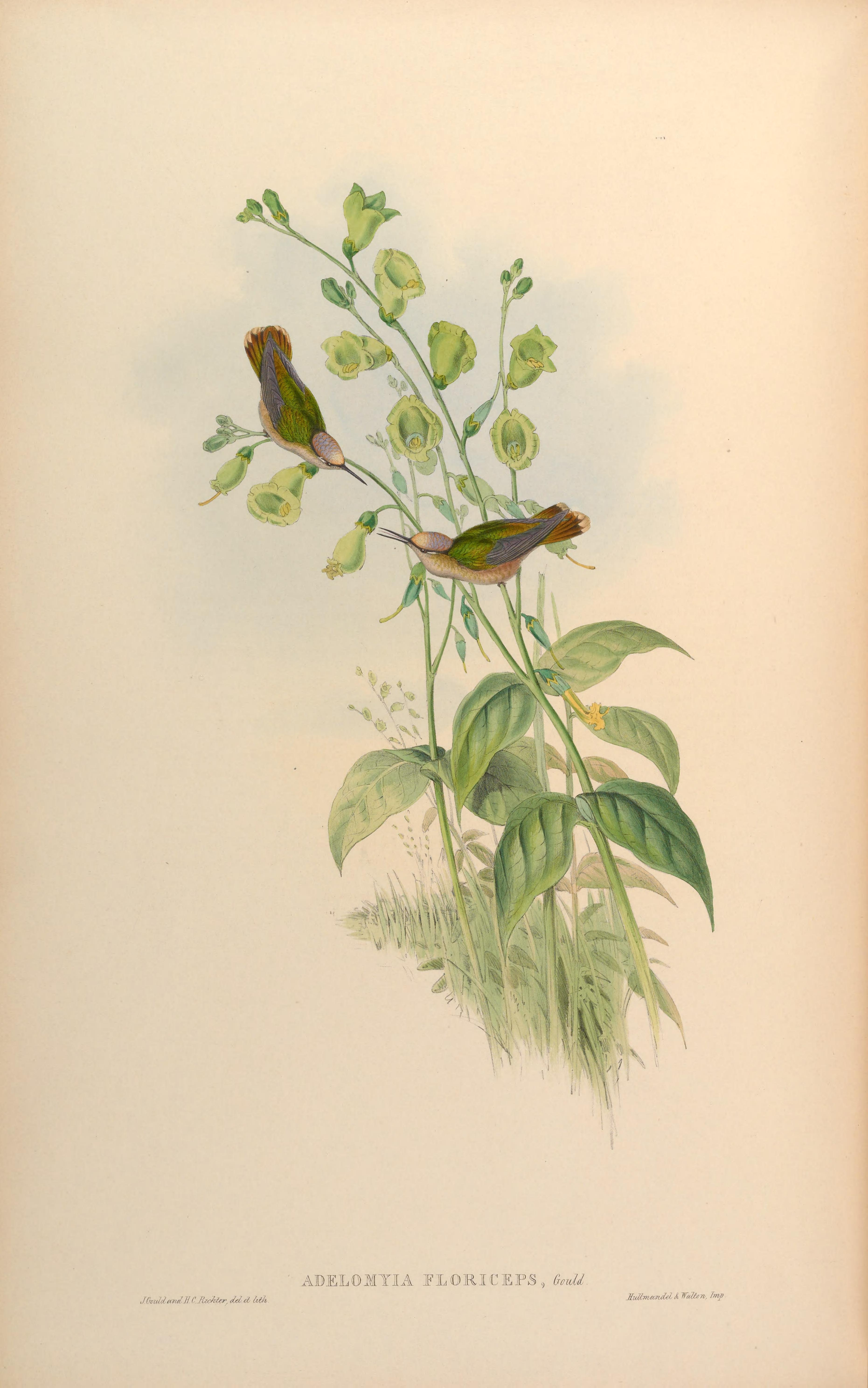
Adelomyia floriceps, sinónimo de Anthocephala floriceps, ilustración de Gould y Richter en A monograph of the Trochilidae, or family of humming-birds 3, 1861.

### Descripción original
La especie A. floriceps fue descrita por primera vez por el ornitólogo británico John Gould en 1853 bajo el nombre científico Trochilus floriceps; su localidad tipo es: «5000 pies, Sierra Nevada de Santa Marta, Colombia.»

### Etimología
El nombre genérico femenino «Anthocephala» se compone de las palabras del griego «anthos» que significa ‘flor’, ‘florecer’ y «kephalē» que significa ‘cabeza’; y el nombre de la especie «floriceps» se compone de las palabras del latín «flos, floris» que significa ‘florecer’ y «ceps» que significa ‘coronado’, ‘cabeza’.

### Taxonomía
Hasta el año 2014, el género Anthocephala era tratado como monotípico, incluyendo apenas la presente especie, pero los estudios de Lozano-Jaramillo et al (2014) encontraron que las dos subespecies se diferenciaban fuertemente, no solo genéticamente como también en su nicho ecológico, sugiriendo que la subespecie andina A. floriceps berlepschi podría ser tratada como especie separada de la nominal de la Sierra Nevada de Santa Marta. El Comité de Clasificación de Sudamérica (SACC) reconoció la separación en la Propuesta No 654.
Es monotípica.